# Lenisa
Lenisa är ett släkte av fjärilar som beskrevs av Michael Fibiger, Alberto Zilli 
och László Aladár Ronkay, 2005. Lenisa ingår i familjen nattflyn, Noctuidae.

## Dottertaxa tillLenisa, i alfabetisk ordning[1][2]
- Lenisa geminipuncta Haworth, 1809, Tvillingfläckat rörfly
- Lenisa wiltshirei Bytinski-Salz, 1936